# 2014年3月臺灣
| << | 2014年3月 （民國103年） | >> |    |    |    |    |
| \| 日 \| 一 \| 二 \| 三 \| 四 \| 五 \| 六 \| \| \| \| \| \| \| \| 1 \| \| 2 \| 3 \| 4 \| 5 \| 6 \| 7 \| 8 \| \| 9 \| 10 \| 11 \| 12 \| 13 \| 14 \| 15 \| \| 16 \| 17 \| 18 \| 19 \| 20 \| 21 \| 22 \| \| 23 \| 24 \| 25 \| 26 \| 27 \| 28 \| 29 \| \| 30 \| 31 \| \| \| \| \| \| |                         |    |    |    |    |    |
| 臺灣新聞動態／維基新聞 |                         |    |    |    |    |    |
| 世界／中国大陆／臺灣 |                         |    |    |    |    |    |
| 日 | 一                      | 二 | 三 | 四 | 五 | 六 |
| |                         |    |    |    |    | 1  |
| 2 | 3                       | 4  | 5  | 6  | 7  | 8  |
| 9 | 10                      | 11 | 12 | 13 | 14 | 15 |
| 16 | 17                      | 18 | 19 | 20 | 21 | 22 |
| 23 | 24                      | 25 | 26 | 27 | 28 | 29 |
| 30 | 31                      |    |    |    |    |    |

## 3月2日
- 前民主進步黨主席蔡英文在小英教育基金會「想想論壇南方對談」中說，中國國民黨早就已經私有化，民主進步黨如今在某種程度上也出現私有化，目前最大挑戰就是該把民主進步黨還給社會。中國時報（页面存档备份，存于）

## 3月3日
- 科技部正式掛牌成立，科技部長張善政說，科技部未來將成立「學術研究諮議會」及「產學推動諮議會」持續鼓勵研究創新及加強產學連結。中央廣播電臺
- 創見資訊發表兩款採用SATA III 6Gb/s高速傳輸介面的固態硬碟（SSD），該款mSATA尺寸規範的體積比傳統2.5吋SSD減少78%。自由時報（页面存档备份，存于）、Hot3C（页面存档备份，存于）
- 大地出版社創辦人姚宜瑛逝世，享壽87歲。聯合報

## 3月4日
- 提供台南民生及工業用水的南化水庫蓄水率大減，蓄水量已降至3900萬公噸，蓄水率僅剩4成。中央社
- 美國物理學會發行的雜誌《今日物理》（Physics Today）以「台灣的科學奇蹟」為題，報導國立交通大學電子物理系教授羅志偉在超快光學方面的研究。中央社（页面存档备份，存于）

## 3月7日
- 中華民國陸軍下士洪仲丘事件，桃園地方法院下午4時一審宣判，前陸軍542旅少將旅長沈威志及副旅長何江忠、上士范佐憲等人均判刑6個月，前連長徐信正遭判8個月，全案可上訴。中央社

## 3月14日
- 總統馬英九接見獅子會幹部時，提及兩岸服務貿易協議卡在立法院，竟失言說：「紐西蘭還出一種很有名的東西叫鹿茸，鹿耳朵裡面的毛。」自由時報、蘋果日報（页面存档备份，存于）、壹電視（页面存档备份，存于）

## 3月16日
- 台灣教授協會與民間全民電視公司主辦《2014台北市長在野參選人辯論會》，民視新聞台現場直播，胡婉玲主持，參選人姚文智、馮光遠、呂秀蓮、許添財、顧立雄出席，柯文哲缺席。
- 首屆國中教育會考報名截止，共有271,205人報名。中央社（页面存档备份，存于）

## 3月18日
- 為抗議中國國民黨未經審查即將兩岸服貿協議送立法院院會存查，抗議民眾在立法院舉辦「守護民主之夜」，200多名抗議民眾，在9點多衝破立院大門，直奔議場，隨即衝破議場大門佔領主席台，宣布占領主席台63小時，直到21日，要求「人民自己審服貿」。蘋果日報（页面存档备份，存于）BBC中文網（页面存档备份，存于）
- 美國研究團隊發現大爆炸之證據重力波，其中團隊重要成員之一郭兆林是國立台灣大學物理系系友。聯合報

## 3月23日
- 抗議兩岸服貿協議的部分群眾不滿早上馬英九總統在記者會的回應，於晚間7點多衝入行政院，和警方爆發衝突。聯合報頻果日報（页面存档备份，存于）自由時報中國時報

## 3月24日
- 警政署同日強制驅逐昨晚強衝行政院之抗議民眾，計逮捕61人，其中35人被依「涉犯煽惑」、「妨害公務」及「違反文化資產保存法」等罪項移送。另26人因查無明確違法事證，而被檢察官飭回。中央社

## 3月25日
- 旅美棒球選手王維中確定名列密爾瓦基釀酒人開季25人名單，成為美國職棒史上首位透過「規則五選秀」由新人聯盟直升大聯盟的球員。自由時報

## 3月30日
- 太陽花學運團體號召逾50萬民眾佔領凱達格蘭大道，要求政府退回海峽兩岸服務貿易協議、制訂兩岸協議監督條例，並宣布將持續佔領立法院。蘋果日報（页面存档备份，存于）